# Arthur Abraham

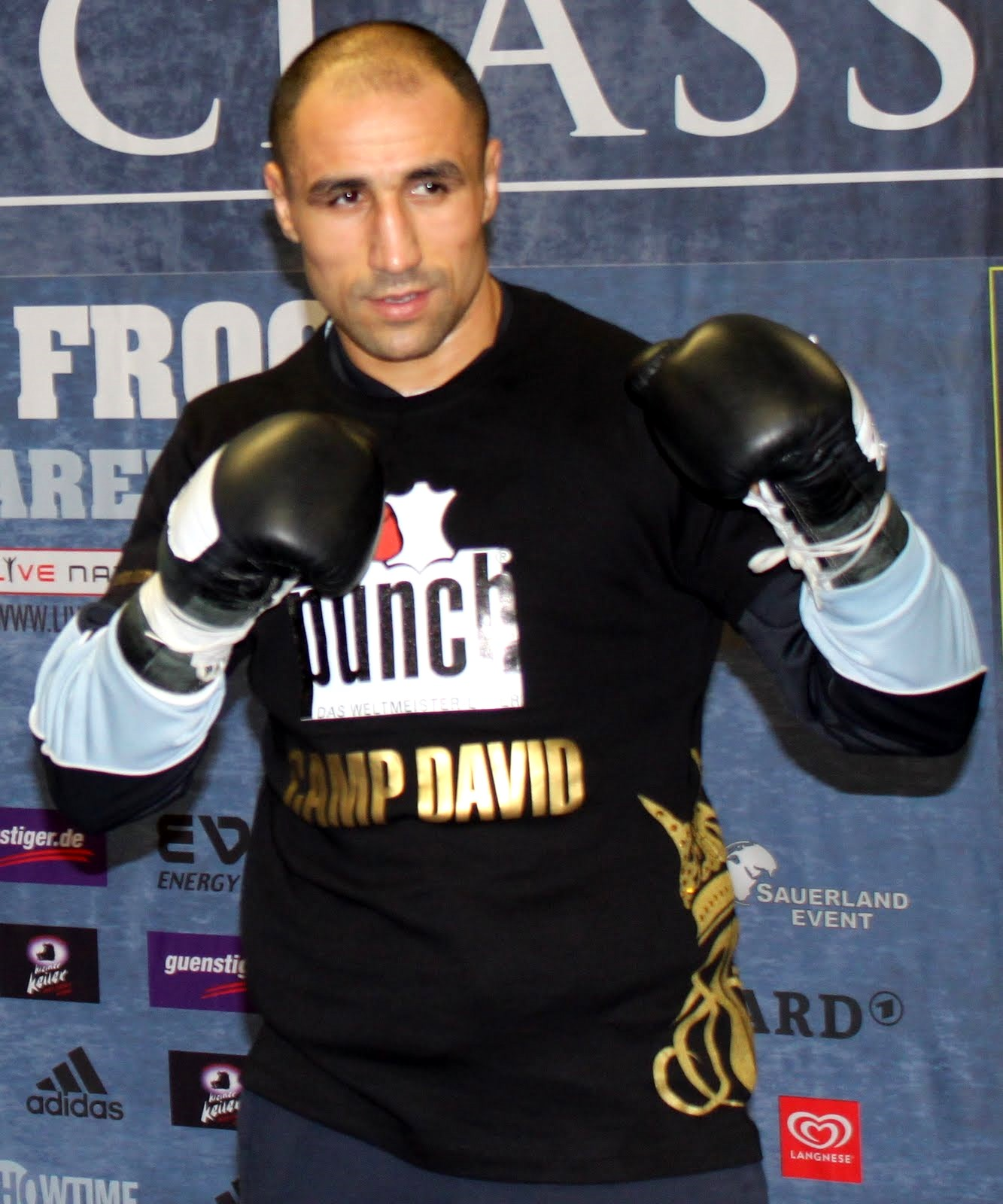
Arthur Abraham, 2010

Arthur Abraham, född som Awetik Abrahamjan (armeniska: Ավետիկ Աբրահամյան) född 20 februari 1980 i Jerevan, Armenien, är en armenisk-tysk professionell boxare. Han var IBF:s världsmästare i mellanvikt 2006-2009. Ring Magazine klassade Arthur som 14:e bästa boxaren i världen 2009..